# Pyrenula coryli
Pyrenula coryli är en lavart som beskrevs av A. Massal. Pyrenula coryli ingår i släktet Pyrenula och familjen Pyrenulaceae.  Arten är reproducerande i Sverige. Inga underarter finns listade i Catalogue of Life.